# Paulo Vinícius Coelho
Paulo Vinícius de Mello Coelho (São Paulo, 30 de agosto de 1969), também conhecido como PVC, é um jornalista esportivo brasileiro.
Deixou as atividades nos canais do Grupo Globo (porém segue como comentarista nas rádios Globo e CBN) e no jornal Folha de S.Paulo e, iniciará no UOL, em fevereiro. Na Paramount, fará os comentários da Copa Libertadores de 2023, mas sem data de estreia definida — a primeira partida da competição está marcada para 7 de fevereiro.
Sua atuação como comentarista de futebol é marcada pelo conhecimento tático, em que destrincha os esquemas táticos dos times, além de uma memória apurada com a qual faz frequentes citações a times do passado e povoa o quadro Desafio do PVC (na TV) e acesso a informações dos bastidores, obtidas através de uma rotina diária de telefonemas a informantes locais.

## Carreira
PVC formou-se em jornalismo, em 1990, pela Universidade Metodista de São Bernardo do Campo.
Começou a carreira como repórter do Diário do Grande ABC, no mesmo ano, depois de trabalhar em pequenos jornais de São Bernardo do Campo. Em 1991, ingressou na Editora Abril, primeiro como estagiário da revista A Semana em Ação, depois como repórter da Placar. Ganhou os prêmios Abril de 1993, 1995 e 1997, pela melhor matéria de esportes da editora.
Em 1997, mudou-se para o Lance!, como repórter-especial, colunista e, mais tarde, editor-executivo. Deixou o jornal, em 2008, quando passou a escrever para a Folha de S.Paulo, a partir de 1 de setembro. Em 2011, deixou a Folha e passou a assinar uma coluna em O Estado de S. Paulo. Após o término da parceria que formava a Rádio Estadão/ESPN, PVC retornou para a Folha.
A partir de 2000, passou a ser comentarista da ESPN Brasil, sendo membro efetivo do grupo de comentarista dos programas Bate-Bola 1.ª edição, Linha de Passe e Loucos por Futebol. Também participou de edições do Fora de Jogo, do canal irmão ESPN. Ocupou ainda a função de principal comentarista em transmissões de jogos para o canal e para a Rádio Capital. Foi frequentemente enviado para comentar in loco partidas da Liga dos Campeões da UEFA e outros campeonatos europeus, nos quais além de comentar durante a transmissão participou de programas nos dias que a antecedem dando informações obtidas no local. Entre 2002 e 2009, acumulou a função de chefe de reportagem na ESPN Brasil, até deixar o cargo, que exercia ao lado do comentarista Mauro Cezar Pereira (que também deixou o cargo).
Cobriu as Copas do Mundo de 1994, 1998, 2006, 2010, 2014 e 2018.
No começo de dezembro de 2014, comunicou sua saída da ESPN Brasil, quando acertou sua transferência para o Fox Sports, onde iniciou suas atividades em 1 de janeiro de 2015.
Entre 2015 e 2020, escreveu para o Universo Online (UOL).
Em 2 de setembro de 2016, iniciou sua trajetória no Grupo Globo, nas rádios Globo e CBN, integrando a equipe de Esportes.
Deixou a Fox Sports em janeiro de 2020 para negociar sua ida para o Grupo Globo, assinando contrato em 21 de janeiro e estreando em 3 de fevereiro, no programa "Bem, Amigos!", do SporTV.
Após quase três anos na Rede Globo, deixou a emissora, retornou ao UOL e será comentarista na Paramount — emissora que vai transmitir a Copa Libertadores da América de 2023.

### Jogos eletrônicos
Ao lado do locutor Nivaldo Prieto, comenta os jogos FIFA 07, FIFA 08, FIFA 09 e FIFA 10 na versão brasileira.

## Livros Publicados
- Jornalismo Esportivo (2003)
- Os 50 Maiores Jogos das Copas do Mundo (2006)
- Futebol Passo a Passo: Técnica, Tática e Estratégia (2006)
- Bola Fora: A História do Êxodo do Futebol Brasileiro (2009)
- Os 55 Maiores Jogos das Copas do Mundo (2010)
- Os 100 Melhores Jogadores Brasileiros de Todos os Tempos (2010)
- Tática Mente (2014)
- O Planeta Neymar (2014)
- Escola Brasileira de Futebol (2018)
- Cinco Estrelas - A Conquista do Penta (2022)

## Prêmios
Ganhou os prêmios Abril de "Melhor Matéria" em 1993, 1994 e 1997.
Ganhou o Prêmio Comunique-se de "Melhor Jornalista de Esportes" em 2008, 2011, 2016 e 2018, em "Imprensa escrita", em 2012, em "Mídia eletrônica".
| Ano  | Prêmio                                                                     | Categoria                                        | Resultado | Ref.   |
| ---- | -------------------------------------------------------------------------- | ------------------------------------------------ | --------- | ------ |
| 2008 | Prêmio Comunique-se                                                        | Esportes: Mídia Escrita                          | Venceu    |        |
| 2008 | Troféu ACEESP (Associação dos Cronistas Esportivos do Estado de São Paulo) | Comentarista Esportivo de TV por Assinatura      | Venceu    | [ 11 ] |
| 2009 | Troféu ACEESP (Associação dos Cronistas Esportivos do Estado de São Paulo) | Comentarista Esportivo de TV por Assinatura      | Venceu    | [ 12 ] |
| 2011 | Troféu ACEESP (Associação dos Cronistas Esportivos do Estado de São Paulo) | Comentarista Esportivo de TV por Assinatura      | Indicado  | [ 13 ] |
| 2011 | Prêmio Comunique-se                                                        | Esportes: Mídia Escrita                          | Venceu    | [ 14 ] |
| 2012 | Prêmio Comunique-se                                                        | Esportes: Mídia Falada                           | Venceu    | [ 15 ] |
| 2012 | Troféu ACEESP (Associação dos Cronistas Esportivos do Estado de São Paulo) | Comentarista Esportivo de TV por Assinatura      | Venceu    | [ 16 ] |
| 2012 | Troféu ACEESP (Associação dos Cronistas Esportivos do Estado de São Paulo) | Comentarista de Rádio                            | Indicado  | [ 16 ] |
| 2012 | Troféu ACEESP (Associação dos Cronistas Esportivos do Estado de São Paulo) | Colunista de Jornal                              | Indicado  | [ 16 ] |
| 2013 | Troféu ACEESP (Associação dos Cronistas Esportivos do Estado de São Paulo) | Comentarista Esportivo de TV por Assinatura      | Venceu    | [ 17 ] |
| 2014 | Troféu ACEESP (Associação dos Cronistas Esportivos do Estado de São Paulo) | Comentarista Esportivo de TV                     | Venceu    | [ 18 ] |
| 2014 | Troféu ACEESP (Associação dos Cronistas Esportivos do Estado de São Paulo) | Blog                                             | Indicado  | [ 18 ] |
| 2015 | Troféu ACEESP (Associação dos Cronistas Esportivos do Estado de São Paulo) | Comentarista Esportivo de TV por Assinatura      | Indicado  | [ 19 ] |
| 2015 | Troféu ACEESP (Associação dos Cronistas Esportivos do Estado de São Paulo) | Colunista/Bloqueiro                              | Indicado  | [ 19 ] |
| 2016 | Prêmio Comunique-se                                                        | Esportes: Mídia Escrita                          | Venceu    | [ 20 ] |
| 2016 | Troféu ACEESP (Associação dos Cronistas Esportivos do Estado de São Paulo) | Comentarista TV por assinatura                   | Indicado  | [ 21 ] |
| 2016 | Troféu ACEESP (Associação dos Cronistas Esportivos do Estado de São Paulo) | Colunista/Bloqueiro                              | Indicado  | [ 21 ] |
| 2017 | Troféu ACEESP (Associação dos Cronistas Esportivos do Estado de São Paulo) | Comentarista Esportivo de TV                     | Venceu    | [ 22 ] |
| 2017 | Troféu ACEESP (Associação dos Cronistas Esportivos do Estado de São Paulo) | Opinião (Colunista/Bloqueiro)                    | Indicado  | [ 22 ] |
| 2018 | Prêmio Comunique-se                                                        | Esportes: Mídia Escrita                          | Venceu    | [ 23 ] |
| 2021 | Prêmio Comunique-se                                                        | Esportes: Mídia Escrita                          | Indicado  | [ 24 ] |
| 2021 | Prêmio Comunique-se                                                        | Esportes: Mídia Falada                           | Indicado  | [ 24 ] |
| 2021 | Troféu ACEESP (Associação dos Cronistas Esportivos do Estado de São Paulo) | Comentarista Esportivo de TV                     | Venceu    | [ 25 ] |
| 2023 | Troféu ACEESP (Associação dos Cronistas Esportivos do Estado de São Paulo) | Colunista de Mídia Escrita (Impressa ou Digital) | Venceu    | [ 26 ] |
| 2024 | Troféu ACEESP (Associação dos Cronistas Esportivos do Estado de São Paulo) | Colunista de Mídia Escrita (Impressa ou Digital) | Venceu    | [ 27 ] |